# Celina Jaitley
Celina Jaitley (सेलीना जेटली en hindi ; ਸੇਲੀਨਾ ਜੇਟਲੀ en panjabi) est une actrice et modèle indienne née le 24 novembre 1981 à Shimla, en Inde.
Celina Jaitley intègre l'industrie de Bollywood en 2003 où elle tourne dans plusieurs films avant d'obtenir un rôle dans le blockbuster No Entry en 2005. Cela lui permet de jouer dans de nombreux films aujourd'hui très connus, Tom, Dick, and Harry (2006), Shakalaka Boom Boom (2007), Golmaal Returns (2008) et Thank You (2011).

## Jeunesse et vie privée
Celina Jaitley est née le 24 novembre 1981 à Shimla. Sa mère, Meta, une Afghane ancienne reine de beauté, est psychologue pour enfants et son père, VK Jaitley, est un Punjabi ancien colonel de l'armée indienne. Ce métier amène la famille à déménager fréquemment, de Lucknow, où Celina Jaitley étudie à la City Montessori School, au Jammu-et-Cachemire puis à Berhampur (Orissa) et enfin à Calcutta où elle passe la plupart de son adolescence et obtient un diplôme en commerce à l'université Indira Gandhi National. Elle a un frère qui fait partie des forces spéciales de l'armée indienne.
Dès l'âge de 16 ans Celina Jaitley se lance dans le mannequinat tout en continuant ses études. Elle se fait remarquer et en 2001 elle concourt pour le titre de Miss Inde qu'elle remporte puis pour celui de Miss Univers où elle se classe quatrième dauphine, devenant ainsi une célébrité nationale.
Le 23 janvier 2011 Celina Jaitley épouse son petit ami de longue date Peter Haag et le 24 mars 2012 donne naissance à des jumeaux, Winston et Veeraj.
Celina Jaitley apporte son soutien à la communauté gay indienne et déclare à ce sujet : « Les gays sont des êtres humains créés par Dieu pourquoi n'auraient-ils pas le droit de vivre en paix ? ». En 2013, elle soutient une campagne de l'ONU contre l'homophobie.

## Carrière
Celina Jaitley fait ses débuts au cinéma en 2003 dans Janasheen de Feroz Khan aux côtés de Fardeen Khan ; succès mitigé, le film se classe à la quatorzième place au box-office. Suit Khel où elle donne la réplique à Sunny Deol, mais malgré un budget colossal le film fait un flop.
Après une année sabbatique, Celina Jaitley revient sur les écrans en 2005 où elle est à l'affiche de trois films. Pour le premier, Silsiilay, drame de Khalid Mohamed où elle donne la réplique à Tabu, les critiques ne sont pas mauvaises. Suit la comédie No Entry, où elle partage la vedette avec Salman Khan, Fardeen Khan et Anil Kapoor, qui est un grand succès au box-office se classant à la première place. Enfin Celina Jaitley tourne dans son premier film telugu, Suryam. En 2006 elle joue dans Jawani Diwani: A Youthful Joyride aux côtés d'Emraan Hashmi ; le film est un flop au box-office de même que Zinda où elle partage la vedette avec Sanjay Dutt et John Abraham. Toujours la même année elle tourne la comédie Tom, Dick, and Harry face à Dino Morea, le film connaît un certain succès au box-office. Enfin elle est à l'affiche de la comédie Apna Sapna Money Money où elle partage la vedette avec Ritesh Deshmukh, le film connait le succès.

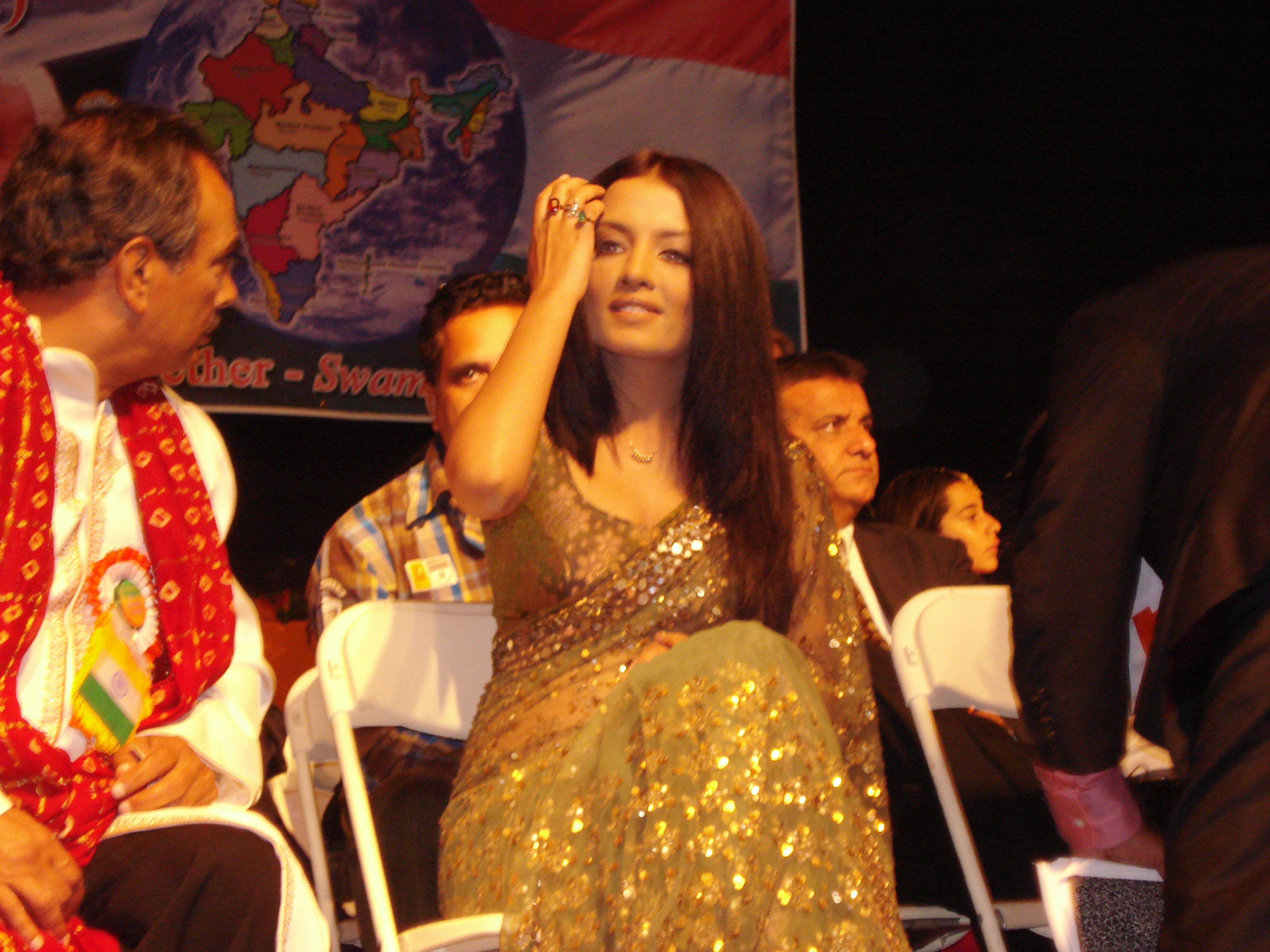
Celina Jaitley en 2007

L'année suivante Celina Jaitley tourne dans Red: The Dark Side, réalisé par Vikram Bhatt, puis elle tourne Shakalaka Boom Boom aux côtés de Bobby Deol, film à succès réalisé par Suneel Darshan.
En 2008, elle tourne Money Hai Toh Honey Hai avec Govinda au succès relatif. Golmaal Returns, où elle joue le second rôle féminin face à Kareena Kapoor, est un franc succès pubic. Celina Jaitley continue sur sa lancée puisqu'en 2009 elle est à l'affiche de Paying Guets, hit au box-office contrairement à Accident on Hill Road, échec critique et commercial.
Puis en 2010 Celina Jaitley tourne dans Hello Darling un remake du film tamoul Magalir Mattum. L'année suivante l'actrice est à l'affiche de Thank You à la distribution impressionnante et un des grands succès de l'année. La même année elle achève le tournage de son premier film en langue kannada intitulé Shrimathi. 2012 est plus terne puisque l'actrice se contente de faire d'une participation exceptionnelle dans Will You Marry Me?.
Celina Jaitley doit jouer le personnage de Shéhérazade dans l'adaptation cinématographique du conte Les Mille et Une Nuits aux côtés de Sean Connery et Orlando Bloom. Dirigé par Ken Khan, c'est son premier film à Hollywood. En 2013 Celina Jaitley commence le tournage de la suite du blockbuster No Entry aux côtés de Salman Khan et Fardeen Khan.

## Filmographie
- 2003 : Janasheen de Feroz Khan : Jessica Pereira
- 2003 : Khel de Yusuf Khan : Saanjh Batra
- 2004 : Suryam de Samudra V. : Madhubala
- 2005 : Silsiilay de Khalid Mohamed : Preeti
- 2005 : No Entry de Anees Bazmee : Sanjana Saxena, la femme de Sunny
- 2006 : Tom, Dick, and Harry de Deepak Tijori : Celina
- 2006 : Apna Sapna Money Money de Sangeeth Sivan : Sania
- 2006 : Jawani Diwani: A Youthful Joyride (en) de Manish Sharma : Roma Fernandes
- 2006 : Zinda de Sanjay Gupta : Nisha Roy
- 2007 : Red: The Dark Side (en) de Vikram Bhatt : Anahita Saxena
- 2007 : Shakalaka Boom Boom de Suneel Darshan : Sheena
- 2007 : Heyy Babyy de Sajid Khan : apparition furtive dans une chanson
- 2008 : Money Hai Toh Honey Hai (en) de Ganesh Acharya : Shruti
- 2008 : C Kkompany (en) de Sachin Yardi
- 2008 : Golmaal Returns de Rohit Shetty : Mira Nair
- 2008 : Love Has No Language (en) de Ken Khan : Marina Roy
- 2009 : Paying Guests de Paritosh Painter : Kalpana
- 2009 : Accident on Hill Road (en) de Mahesh Nair : Sonam Chopra
- 2010 : Hello Darling
- 2011 : Chai Garam d'Aditya Datt
- 2011 : Thank You
- 2010 : Shrimathi
- 2012 : Will You Marry Me?
- 2012 : Run Bhola Run (en) de Neeraj Vora
- 2013 : No Entry Mein Entry de Anees Bazmee (pré-production)[18]